# Bochum (Lied)
Bochum ist ein Lied des deutschen Pop-Rock-Musikers Herbert Grönemeyer aus dem Jahr 1984.

## Entstehung und Veröffentlichung
Das Lied wurde vom Interpreten selbst geschrieben, komponiert und produziert. Inhaltlich geht es um seine Liebe zur Stadt Bochum, in der er aufwuchs.
Die Erstveröffentlichung von Bochum erfolgte als Teil von Herbert Grönemeyers fünftem Studioalbum 4630 Bochum am 11. Mai 1984 bei Electrola. Für das Album What’s All This (1988), eine englischsprachige Version des Studioalbums Ö, nahm Grönemeyer eine englische Version auf, mit einem von ihm und Peter Hammill verfassten Text. Am 18. Januar 1996 erschien das Lied in einer Liveversion, aus dem Livealbum Grönemeyer – Live (1995), erstmals als offizielle Single. Zum 30-jährigen Jubiläum veröffentlichte Grönemeyer im Jahr 2015 eine CD-Single mit einer 5. Strophe zu dem Lied. Diese war auf 4630 Einheiten limitiert, entsprechend der alten Postleitzahl von Bochum.

## Musikvideo
1996 erschien ein Musikvideo zur Liveversion des Liedes, das unter der Regie von Marcus Nispel entstanden ist. Im Video spielt Grönemeyer auf einer erhöhten, von Zuschauern umgebenen Plattform auf einem Fabriksgelände Klavier, während er von einem Helikopter angestrahlt wird. Im Mai 2012 veröffentlichte Grönemeyer es auf der Videoplattform YouTube, wo es bis November 2023 über 8,9 Millionen Aufrufe zählte.

## Rezeption
Das Lied wird von vielen Einwohnern als eine Art inoffizielle „Hymne der Stadt“ angesehen. Seit dem 20. März 1992 wird der Titel unter anderem, neben dem Vereinslied, vor jedem Heimspiel des VfL Bochum gesungen.
Das von Charlie Mariano gespielte Saxophonsolo des Titels enthält laut Rolling Stone „einige falsche Töne, was so gut zu der Hommage an die graue, marode Grubenstadt mit dem Herzen auf dem rechten Fleck“ passe.